# シシガシラ
シシガシラ(Blechnum nipponicum (Kunze) Makino)は、シダ植物門シシガシラ科ヒリュウシダ属に属する植物で、木陰のやや湿った斜面にはえる。日本各地でごく普通種であり、はっきりした形の葉を密集してつけるので、よく目立つ。

## 形態
茎はごく短く立ち上がり、茎には多数の葉を密生する。葉の大部分は栄養葉で、ロゼット状に広がる。少数の胞子葉はやや立ち上がる。茎には鱗片を密生し、葉の基部にも少しつく。
栄養葉は一回羽状複葉で、深緑でやや厚みがあり、つやはない。長さは40cm位まで、全体としてはほぼ楕円形、やや倒卵形となる。個々の小葉は線形で先端は丸く、主軸に対してほとんど直角に出て、先端の方がやや先を向く。基部が少し幅広くなって、隣の小葉にやや流れるようになることもある。小葉はほとんど基部まで続き、はっきりとした葉柄の部分はない。
胞子葉は立ち上がり気味に出る。形は栄養葉と基本的には同じだが、小葉の幅が狭く、ややまばらに出る。表は緑色にならない。胞子のう群は葉裏の主軸の両側沿いに密着するように、線状に長く続いている。胞子葉の羽片は主軸と二本の胞子のう群の幅とほぼ同じである。

## 分布
北海道から九州、屋久島までの山林や山間部の村落周辺などに見られる。日本固有の種であるが、琉球列島には分布しない。
ただし、ハクウンシダ(B. hancockii Hance)がトカラ列島から知られ、他に台湾からも知られているが、これがシシガシラと同一ではないかとの説もあるらしい

## 近似種等
この属の植物は南半球を中心に約200種があり、日本には5種ばかりが知られる。中には胞子葉が分化しないものも多く、それらを別属とする考えもある。日本産の種は大体がシシガシラとよく似た、胞子葉が分化するものである。代表的なものを以下に簡単に記す。
- ミヤマシシガシラ(B. castaneum Makino)はそれほど葉を密集させない。また胞子葉が特に長い。本州中南部以北の亜高山帯等に生育する。日本固有種。
- オサシダ(B. amabile Makino)も葉の形などよく似ているが、茎は横に這い、葉は密集しない。本州南部から九州の山奥で森林内の岩地などに生える。

同属のヒリュウシダ(B. orientale L.)は背丈が1.5mを越える大型のシダで、南西諸島以南によく見られる。こちらは胞子葉が分化しないもので、みかけはかなり異なる印象である。